# Поликастро Бусентино
Поликастро Бусентино (итал. Policastro Bussentino) је насеље у Италији у округу Салерно, региону Кампанија.
Према процени из 2011. у насељу је живело 1625 становника. Насеље се налази на надморској висини од 8 м.